# VAZ-2103
O VAZ-2103 Zhiguli é um sedã produzido pela VAZ, lançado em 1972 e produzido até 1984. Mais conhecido por seu nome de exportação Lada 1500 fora de sua União Soviética natal e popularmente apelidado de Troika (em russo:  Тройка, transl. três) em seu mercado interno. O carro foi desenvolvido em conjunto pela VAZ e FIAT ao mesmo tempo que o Fiat 124 Special, e os dois modelos tiveram a mesma base e influenciaram-se mutuamente. O 2103 foi produzido sob licença e adaptado para o mercado soviético e do Leste Europeu. O 2103 difere externamente de seu antecessor, o VAZ-2101, primeiramente pelos quatro, ou seja, conjuntos duplos de faróis, grade e ponteiros de direção diferenciados, molduras nas laterais da carroceria e lanternas traseiras maiores. Sua principal diferença é o motor mais potente a gasolina de quatro cilindros em linha e 75 cv e 1.452 cc. Além disso, este modelo se diferencia pela presença de servofreio a vácuo, bem como freios traseiros autoajustáveis e internamente no novo painel frontal baseado no Fiat 125 junto com seu volante e painel de bordo aprimorado com imitação de madeira, tacômetro, medidor de pressão de óleo e relógio do painel frontal.

## Modelos
- VAZ-2103 (1972-1984) — O sedã de 4 portas foi equipado com 1.452 cc de quatro cilindros em linha. Comparado ao Fiat 124 Special, foram feitas modificações na suspensão, no carburador e em algumas outras peças para satisfazer a ampla gama de condições climáticas russas. Todos estes modelos foram adaptados às estradas locais e tinham uma suspensão capaz de proporcionar uma condução confortável mesmo em estradas de cascalho difíceis. Este Lada foi um sucesso na União Soviética. O VAZ-2103, mais caro, era considerado um modelo de prestígio e muito popular entre os trabalhadores de colarinho branco soviéticos. Infelizmente, a fábrica de Togliatti, onde os Lada foram produzidos, não conseguiu acompanhar a procura dos consumidores e as pessoas tiveram de esperar anos para ter a oportunidade de comprar um carro. O 21032 era a versão com volante à direita.
- VAZ-21031 (1975) — produção em pequena escala enquanto a fábrica estava aumentando para o VAZ-2106, motor de 80 cv (1.568 cc). Sem exportação.
- VAZ-21033 (1977-1983) — semelhante ao VAZ-2103, motor 1.294 cc (VAZ-21011), exportado como Lada 1300S.
- VAZ-21035 (1973-1981) — semelhante ao VAZ-2103, motor 1.198 cc (VAZ-2101), exportado como Lada 1200DL.

A versão perua VAZ-2102 também estava disponível equipada com motor VAZ-2103 (1,5 L) e painel também conhecido como Lada 1500 Combi (VAZ-21023, 1500 DL Estate).